# Centaurea modesti
Centaurea modesti là một loài thực vật có hoa trong họ Cúc. Loài này được Fed. mô tả khoa học đầu tiên năm 1948.